# 須山司
須山 司（すやま つかさ、1972年3月6日 - ）は、テレビ新潟放送網（TeNY）のアナウンサー。

## 人物
神奈川県座間市出身。明治大学法学部卒業後、1994年に入社した。
『夕方ワイド新潟一番』のラーメンツアーは毎回参加していたが、今まで一回も食べられていないという記録がある。10月からニュース担当で11月に放送の三条編から参加できなくなりその回でラーメンを食べていない三遊亭白鳥が「須山君の呪いかなぁ」とつぶやいていた。
父は小田急電鉄相模大野駅前でやきとり「ほがらか」という店を経営している。
2022年3月をもってキャスター業務を終了した。
藤井貴彦とは高校時代の同級であり、須山が番組MCを務める情報番組『夕方ワイド新潟一番』に2024年5月から藤井が月1レギュラーとして出演、須山と藤井が新潟の街を散策する「藤井・須山のオジ旅（トリップ）」が放送された。

## 担当番組
- 夕方ワイド新潟一番1部（火、水、金メインMC、～きょうぐらいオフでもいいですか？～藤井・須山のオジ旅）

## 過去の出演番組
- 夕方ワイド新潟一番（新潟一番NEWS担当）
- とことんアルビ!!DX
- TeNYニュース
- ズームイン!!朝!
- 環日本海新潟駅伝（実況）
- 全日本プロレス中継（新潟大会実況）